# Негошина
Негошина (рум. Negoșina) — село у повіті Бузеу в Румунії. Входить до складу комуни Кенешть.
Село розташоване на відстані 112 км на північ від Бухареста, 30 км на північний захід від Бузеу, 111 км на захід від Галаца, 83 км на схід від Брашова.

## Населення
За даними перепису населення 2002 року у селі проживали 264 особи, усі — румуни. Усі жителі села рідною мовою назвали румунську.